# Pont Milvius
«  Ponte Molle » redirige ici. Pour les autres significations, voir Ponte et Molle.
Pour les articles homonymes, voir Ponte Milvio.
Le pont Milvius (en italien ponte Milvio, dans l'usage familier des Romains ponte Mollo ou ponte Molle — littéralement « pont mou » — aussi, en latin : pons Mulvius ou pons Milvius) est un pont romain en arc fortifié-porte de ville du IIe siècle av. J.-C. sur le Tibre à Rome en Italie. Il est un des principaux ponts de Rome, de l'actuel quartier de Flaminio, à 3 km du centre historique, là où la via Flaminia et la via Cassia se rejoignaient pour franchir le fleuve, ancienne porte de ville stratégique du nord de la ville de Rome.

## Historique

### Origines
Situé  à 3 km du centre historique de Rome, la où la via Flaminia et la via Cassia se rejoignaient pour franchir le fleuve, le pont Milvius est souvent cité comme point de référence dans les localisations romaines en raison de sa situation topographique.
Il apparaît à l'histoire de Rome sous le nom de pont Mulvius à l'époque de la Seconde Guerre punique, quand, suivant Tite-Live, à la suite de la défaite carthaginoise à la bataille du Métaure en 207 av. J.-C., les consuls envoient des messagers à Rome que le peuple accouru à leur rencontre acclame ad Mulvium usque pontem...
Le pont Mulvius, aussi Milvius à l'époque impériale, puis Molbius, puis Mollius à l'époque moderne, il doit probablement son nom au magistrat inconnu, peut-être un censeur, qui a supervisé sa construction, laquelle remonte peut-être au début du IVe siècle av. J.-C. à l'occasion du développement de la via Veientana consécutif à la conquête du territoire de Véies sur la rive droite du Tibre, bien qu'une construction plus ancienne reste possible.
Si initialement l'ouvrage a dû reposer sur des piliers en pierre soutenant des passerelles en bois, il est certainement constitué d'une structure entièrement en pierre dès l'ouverture de la Via Flaminia développée par Caius Flaminius vers 220 pour relier l'Urbs à Ariminum et à l'Ager gallicus. En 109 av. J.-C., le censeur Marcus Æmilius Scaurus est chargé de la restauration ou de la reconstruction de l'ancien pont qui est alors doté de quatre arcs centraux, dont les pylônes dans le courant sont équipés de brise-lames à base triangulaire jusqu'aux arches, pour permettre l'écoulement des eaux à travers des ouvertures voûtées en cas de crue.
Si les abords du pont sont environné de villas sur les deux rives, les quartiers environnant ont une réputation quelque peu sulfureuse d'endroit de scandale où l'on croise Marc Antoine dans les tavernes, dont Néron apprécie la vie nocturne et où les jeunes hommes aiment parader sur leurs chars.

## Empire
L'ouvrage connaît une restauration en 27 av. J.-C. et une arche ajoutée que surplombe une statue d'Auguste. Son rôle devient particulièrement stratégique en octobre 312, dans le conflit qui oppose l'empereur Constantin et son rival Maxence entre ce pont et Saxa Rubra lors de la bataille du pont Milvius . Il semble qu'à cette occasion le pont ait été secrètement équipé par Maxence de dispositifs destinés à piéger et noyer dans la rivière les troupes de Constantin mais sur lesquelles les sources sont imprécises, Zosim évoquant des passerelles en bois soutenues par des chaînes de fer et Eusèbe une machinerie pour surprendre son ennemi. Quoi qu'il en soit, les sources s'accordent sur le fait que ledit dispositif se retourne contre les troupes de Maxence, causant leur perte.
Ce qui s'apparente ainsi à premier et rudimentaire système de pont-levis semble être resté en usage en tête de pont, près de la rive droite, là où en 537 le général Bélisaire fait ériger pour la première fois une tour équipée de portes. Celle-ci est connue au XIIIe siècle sous le nom de Tripizone, un nom dérivant peut-être du terme grec трітєќа qui désigne une passerelle en bois.
Le pont est ainsi devenu une sorte de forteresse sur le Tibre, souvent disputée entre le peuple et les papes, se trouvant régulièrement coupé pour empêcher l'accès à Rome par le nord bien que celui-ci soit protégé par la tour Tripizone qui, renforcée en façade d'une tourelle crénelée, bloque le passage et oblige les passants à emprunter une passerelle latérale reposant sur un pylône extérieur.
En 799, le pont est le théâtre de l'entrée du pape Léon III qui, de retour d'une ambassade auprès de Charlemagne dans le nord de la Gaule, est accueilli par l'ensemble du peuple et des aristocrates romains avec des « hymnes spirituels ».

### Depuis le Moyen Âge

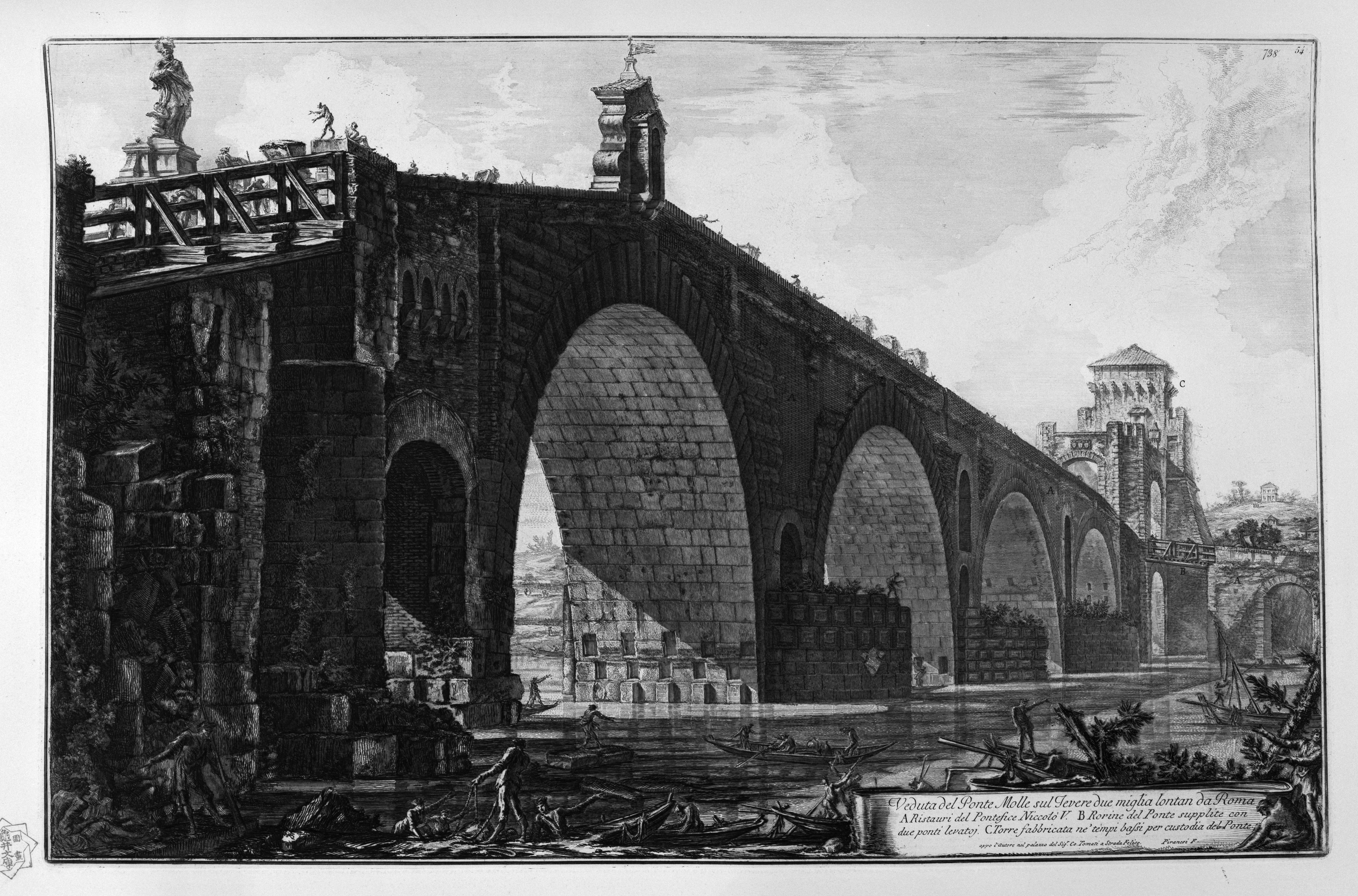
Gravure de Piranèse figurant e pont Milvius au XVIIIe siècle, après une restauration par le pape Nicolas V au XVe siècle. Deux pont-levis en bois remplacent les parties détruites aux extrémités du pont.

Le pont est rénové a plusieurs reprises durant le Moyen Âge mais ses parties de bois semblent avoir été incendiées lors du conflit opposant Innocent VII au gibbelins de Rome en 1404. En 1429, le pape Martin V fait réparer l'ouvrage qui s'écroulait par l'architecte Francesco da Genazzano pour 10 florins d'or et, en mai 1433, c'est par le pont Milvius que Sigismond fait son entrée à Rome pour se faire couronner empereur par le pape Eugène IV. L'ouvrage connait de nouvelles restaurations en 1451 et 1455, sous les pontificats de Nicolas V, qui fait en outre repaver la section entre le pont et la Porta del Popolo, une tâche que finalise son successeur Calixte III.
Il semble que malgré les différentes restaurations, les extrémités du pont soient restées en bois jusqu'en 1805, lorsque la réfection de l'entrée triomphale fortifiée est confiée par le pape Pie VII à Giuseppe Valadier qui reconstruit la tour nord dans un style néoclassique.
Le pont est partiellement détruit en 1849 par les troupes de Giuseppe Garibaldi, dans le but de ralentir les troupes françaises du général Oudinot. Le pape Pie IX le fit restaurer dès l'année suivante et l'agrémenta d'une sculpture, l'Immaculée, figurant Jean Népomucène, s'ajoutant à la précédente œuvre Le Baptême du Christ de Francesco Mochi (de part et d'autre de la route). Depuis 1978, le pont est réservé aux piétons, la circulation automobile ayant été totalement détournée sur le pont Flaminio voisin.[réf. nécessaire]

## Art et cadenas d'amour
Depuis 2006, à la suite des héros du romancier Federico Moccia (de l'ouvrage et du film Ho voglia di te), les couples d'amoureux ont pris l'habitude d'accrocher des cadenas d'amour au lampadaire central du pont avant d'en lancer la clé derrière eux dans le Tibre. Le lampadaire a dû être remplacé après qu'il eut ployé sous le poids des cadenas en avril 2007.

## Au cinéma
- 1913 : In hoc signo vinces, de Nino Oxilia

## Galerie

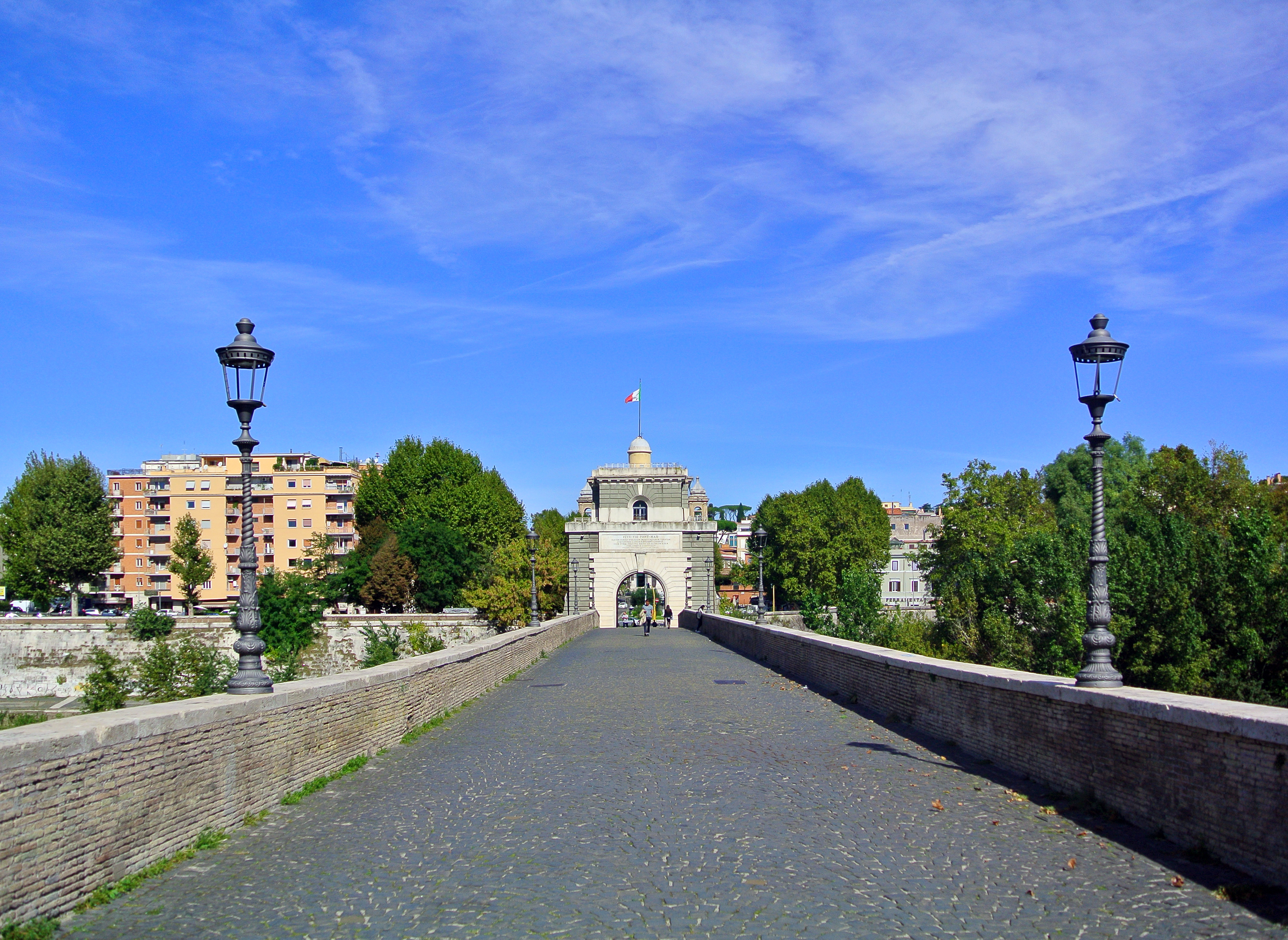
Vue du pont venant du Nord
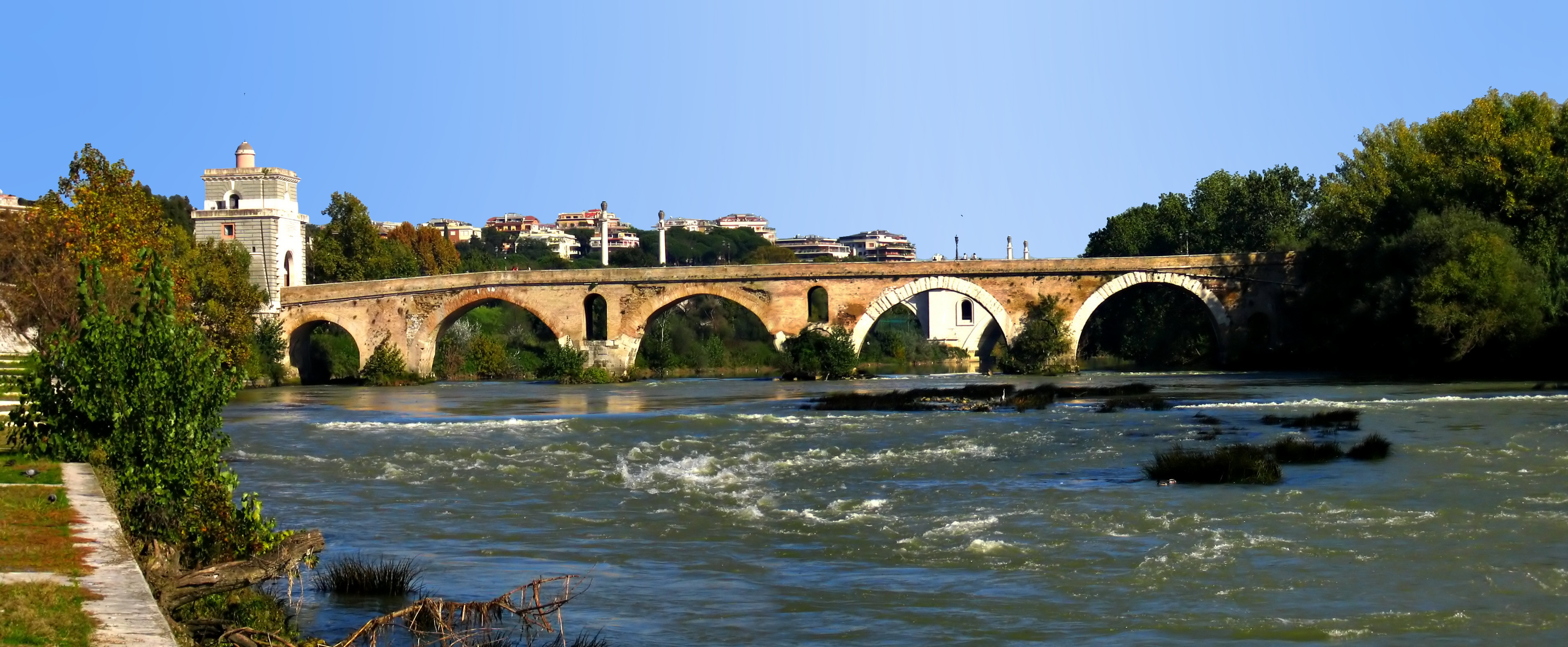
Pont Milvius en aval du Tibre.
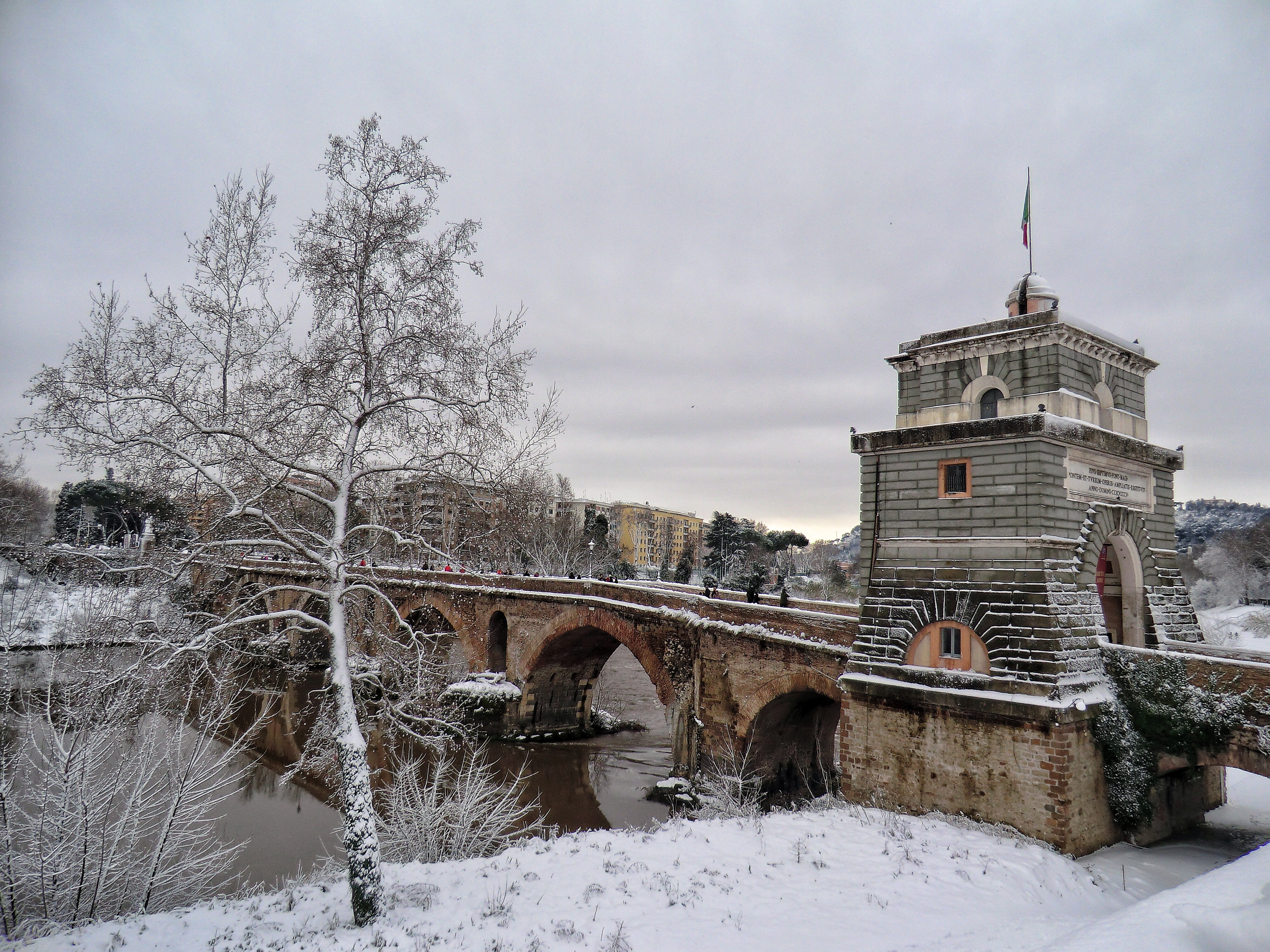
Entrée du pont Milvius enneigée.
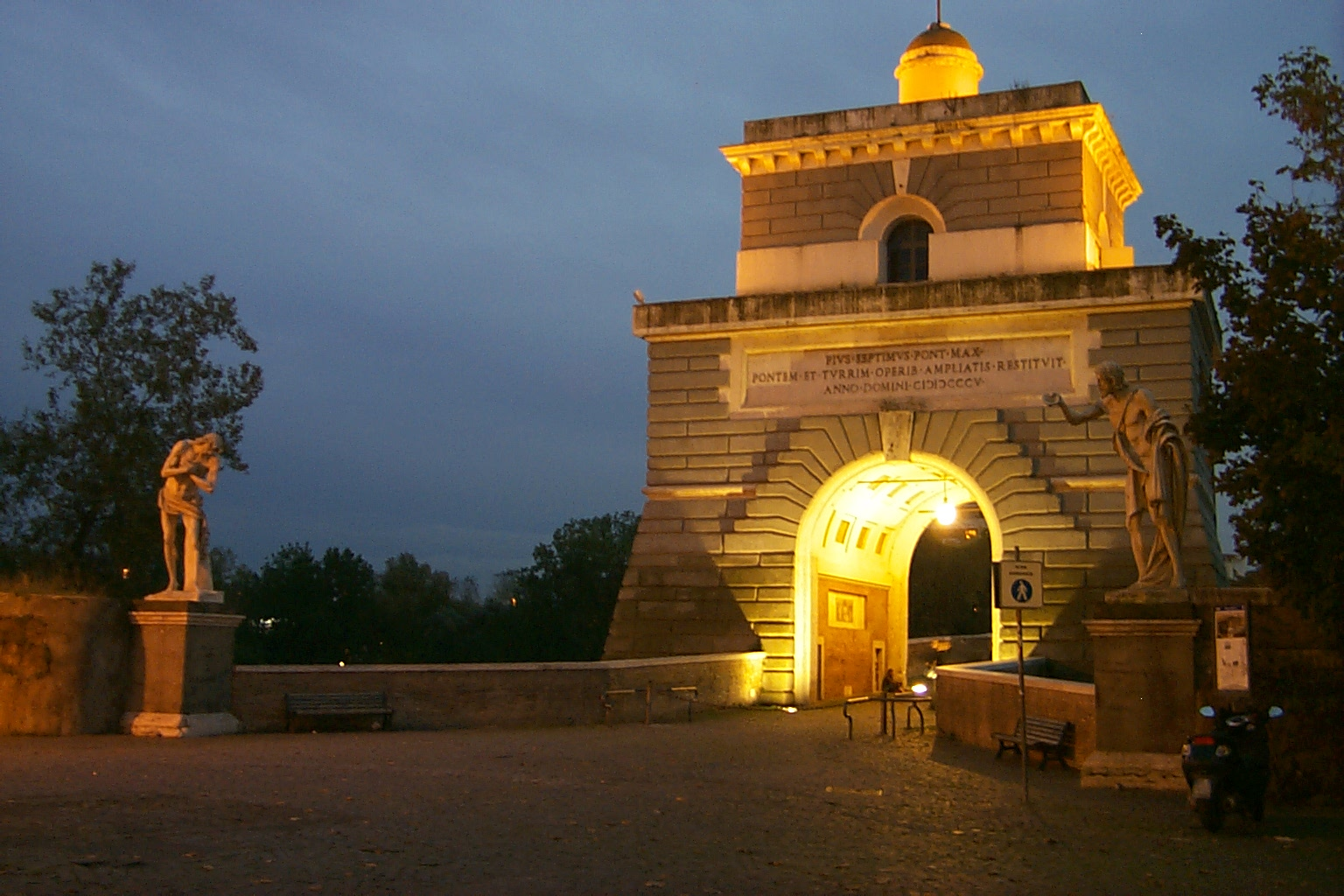
Le Baptême du Christ, de Francesco Mochi
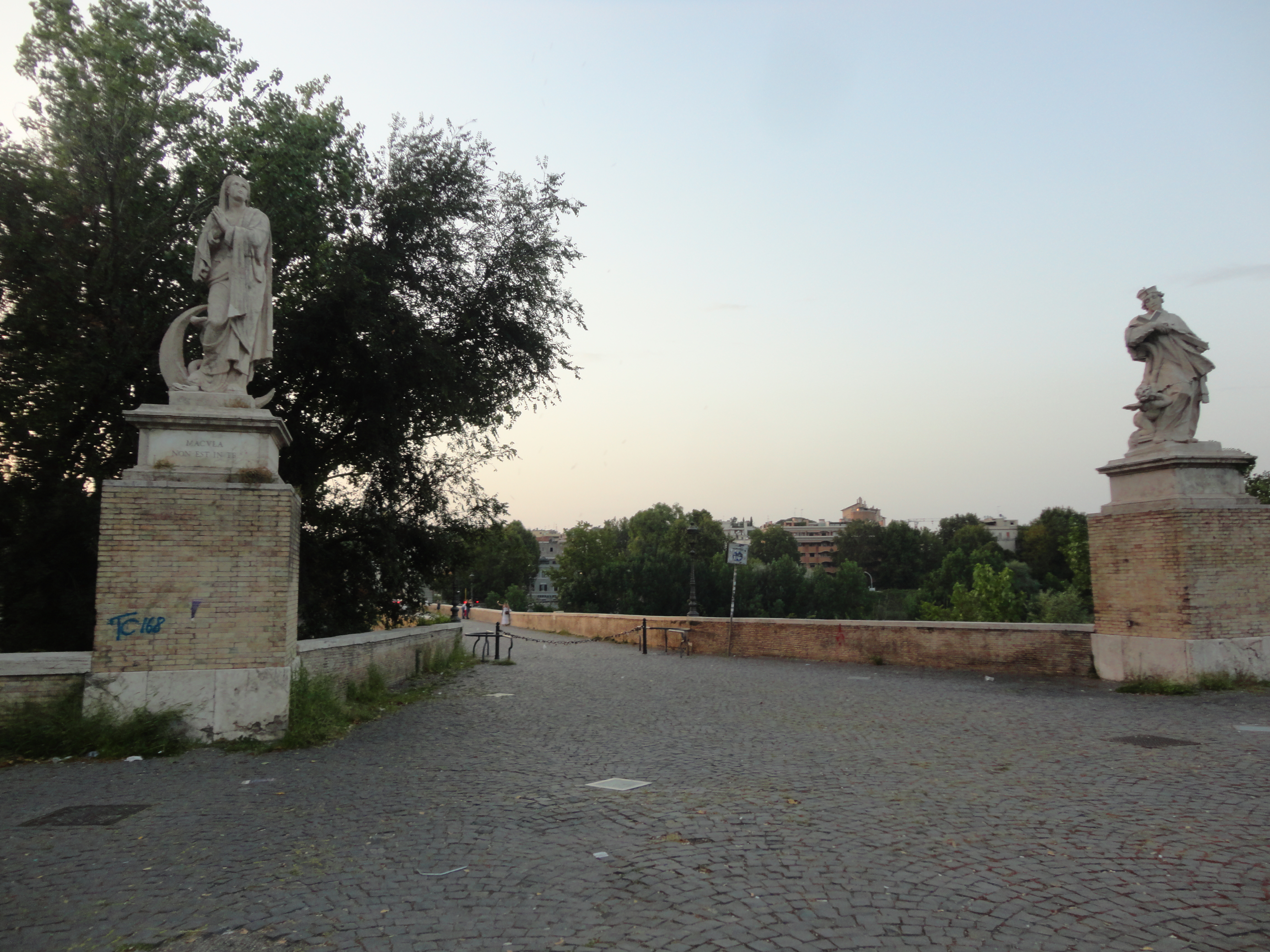
Sculptures de l'Immaculée et Jean Népomucène, entrée nord du pont.
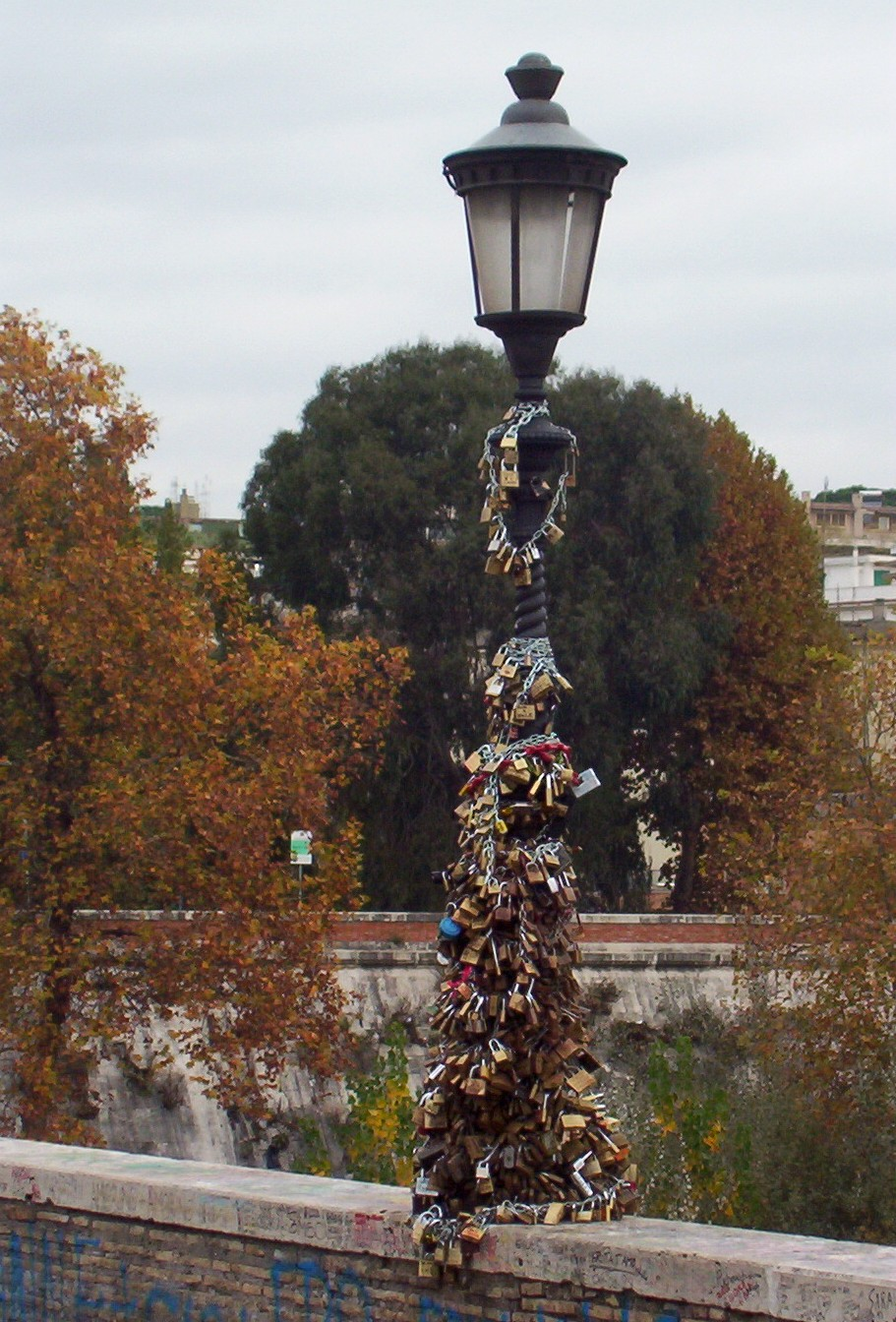
Cadenas d'amour (2006)
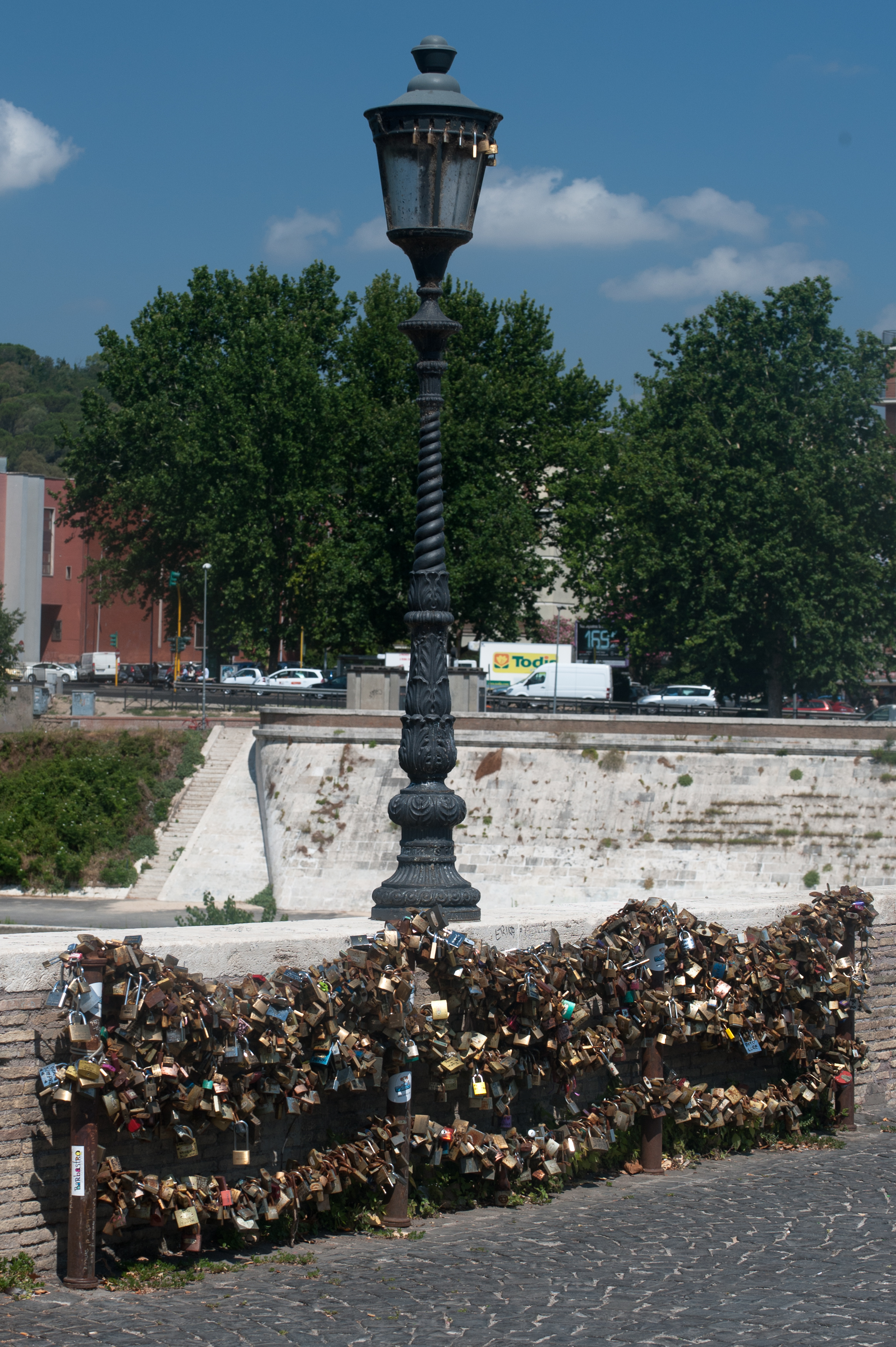
Cadenas d'amour (2012)